# Penser l'islam
 (août 2021).
Si vous disposez d'ouvrages ou d'articles de référence ou si vous connaissez des sites web de qualité traitant du thème abordé ici, merci de compléter l'article en donnant les références utiles à sa vérifiabilité et en les liant à la section « Notes et références ».
Penser l'islam est une compilation d'articles de Michel Onfray, paru le 16 mars 2016 chez Grasset.

## Résumé
Selon son éditeur, Michel Onfray présente l'analyse de sa pensée à la lecture du Coran et dans le contexte de l'actualité des attentats terroristes en France.
L'ouvrage est en fait une compilation d'articles et d'entretiens, entrecoupés de commentaires pour en expliciter mieux le sens. Onfray assume en préface que rien ne fut coupé, d'où des répétitions assumées. Le livre contient :
- Un texte écrit en novembre 2014 pour les pages débats du Monde, non-paru, « Les Guerres coloniales contemporaines ».
- Le texte paru dans Le Point « Mercredi 7 janvier 2015 : notre 11 septembre »[3].
- Le texte paru dans le1hebdo du 21 janvier 2015 « Le balai de l'apprenti-sorcier »[4].
- Un entretien sur l'Islam avec Asma Kouar, journaliste pour Attariq Al Jadid.
- Une conclusion sous-titrée « Pour ne pas conclure » avec l'entretien du Point[réf. nécessaire] au lendemain des attentats islamistes de 2015 en France.

Le corpus de ces articles aborde les thèses suivantes : le caractère belliqueux et polémique de l'Islam, l'atlantisme qui fait bombarder les pays musulmans depuis 1991, la conversion depuis 1983 du parti socialiste au capitalisme et le trop-plein de pathos dans les commémorations[réf. nécessaire].

## Contexte de parution
À la suite des attentats du 13 novembre 2015 en Île-de-France, qui ont fait 130 morts, le philosophe avait écrit sur Twitter : "Droite et gauche qui ont internationalement semé la guerre contre l'islam politique récoltent nationalement la guerre de l'islam politique". Cette critique  de la politique française menée contre Daech déclencha des réactions polémiques,. Cela différa la sortie du livre, initialement prévue le 27 janvier 2016. Il fut dans un premier temps décidé de ne pas sortir l'ouvrage mais à la suite de sa publication en Italie, craignant une mauvaise traduction, Onfray décida de le publier. La couverture fut modifiée, initialement une illustration évoquant la Kaaba, puis fut montré un croissant de Lune.